# Amphisphaeria gaubae
Amphisphaeria gaubae är en svampart som först beskrevs av Franz Petrak, och fick sitt nu gällande namn av You Z. Wang, Aptroot & K.D. Hyde 2004. Amphisphaeria gaubae ingår i släktet Amphisphaeria och familjen Amphisphaeriaceae.   Inga underarter finns listade i Catalogue of Life.